# 인천교구천주교회유지재단
인천교구천주교회유지재단은 천주교 인천교구에서 실시하는 전교, 교육, 청소년 육성, 사회복지(노인, 아동, 여성, 장애인, 모,부자, 영유아보육, 정신보건, 종합복지관, 기타), 가정관련지원사업, 의료사업에 필요한 토지 및 건물을 소유하며 유지 관리하기 위하여 1962년 11월 14일 설립된 문화체육관광부 소관의 재단법인이다. 사무실은 인천광역시 중구 답동 3에 있다.

## 주요 사업
- 천주교회의 유지 및 신설
- 학교법인 인천 가톨릭 교육재단의 유지경영
- 청소년 선교
- 모부자복지시설 설치운영사업 및 가정폭력보호시설 설치운영사업 등